# Alvastra kloster
Alvastra kloster lå øst for den store sø Vättern i Alvastra i Östergötland i Sverige. Det blev grundlagt i 1143 af munke fra Cistercienserordenen i Clairvaux i Frankrig. De blev inviteret af kong Sverker den ældre og hans norske hustru Ulvhild Håkonsdatter.
Munkene fra samme orden grundlagde sandsynligvis også Nydala kloster i Småland. Klosteret i Alvastra kom til at grundlægge yderligere tre klostre i Sverige: Varnhem kloster, Julita kloster og Gudsberga kloster.
I 1312 blev klosterbygningerne hærget af brand, og det skete igen i begyndelsen af 1400-tallet. Den hellige Birgitta og hendes ægtemand boede på klosteret i midten af 1300-tallet, og det formodes at Birgitta blev inspireret af cisterciensermunkenes ordensregler, da hun formulerede sine egne klosterregler.
Ved reformationen blev klosterets ejendomme konfiskeret af den svenske krone, og i anden halvdel af 1500-tallet blev der hentet sten fra klosterbygningerne for at opføre Vadstena Slot og Visingsborg på Visingsö. De første arkæologiske undersøgelser fandt sted i 1893, og mellem 1917 og midten af 1950'erne blev der foretaget udgravninger.
I dag er klosteret en velbevaret ruin.